# Magic ID7003
MAGIC ID7003 — планшетный компьютер на платформе Android 2.3, выпущенный компанией MAGIC mobile.

## Краткое описание
Планшет MAGIC ID7003 реализован из чёрного пластика. Оптимальное управление планшетом реализовано в горизонтальной развертке, на что указывает множество специфических элементов, например расположение эмблемы компании-производителя строго параллельно дисплею, находящемуся в горизонтальном положении, в правом верхнем углу находится встроенная 2 МП камера с возможностью записи видео в формате 640×480 пикселей. На правой торцевой стороне размещен слот для карты памяти microSD до 16 гигабайт, разъём mini-USB и mini-HDMI. Другие функции: Wi-Fi 802.11b/g, Bluetooth 2.0, 3G, GPRS, поддержка Java, объём встроенной памяти, доступной пользователю, 4 гигабайт, акселерометр, мультитач.

## Возможности и характеристики
| Габариты           | 192×121×11.5 мм |
| Вес                | 377 г |
| Процессор          | Telechips TCC 8803 ARM, 1 ГГц |
| ОС                 | Android 2.3 |
| Оперативная память | 512 МБ |
| Постоянная память  | 4 ГБ |
| Расширение памяти  | microSD, до 16 ГБ |
| Дисплей            | TFT, 7 дюймов, сенсорный, емкостной |
| Камера             | 2 МП, 1600×1200 пикселей |
| Коммуникации       | Wi-Fi, Bluetooth 2.0, 3G, USB, mini-HDMI |
| Аккумулятор        | 3600 mAh |
| Мультимедиа        | *.txt; *.doc; *.xls; *.ppt; *.pdf; *.htm; *.xml; *.gif; *.jpg; *.png; *.bmp; *.jpeg; *.mp3; *.wma; *.wav; *.aac; *.aac+; *.rmvb; *.rm; *.3gp; *.avi; *.mkv; *.mov; *.mp4 |